# Mark Sheppard
Mark Andreas Sheppard (Londen, 30 mei 1964) is een Brits-Amerikaans acteur. Hij is vooral bekend als Christopher "C.J." Yates uit Soldier of Fortune, Romo Lampkin uit Battlestar Galactica en Crowley uit Supernatural.

## Filmografie
Uitgezonderd eenmalige gastrollen.
- Doom Patrol (2019) als Willoughby Kipling
- Supernatural (2009-2017) als Crowley
- Warehouse 13 (2009-2014) als Benedict Valda
- Xtinction: Predator X (2014) als Dr. Charles Leblanc
- White Collar (2009-2014) als Curtis Hagen
- Sons of Liberty (2013) als Ackley
- Leverage (2008-2012) als Jim Sterling
- War of the Worlds: Goliath (2012) als Sean O'Brien
- Doctor Who (2011) als Canton Delaware III
- Mysterious Island (2010) als kapitein Nemo
- Chuck (2010) als Ring Director
- CSI: Crime Scene Investigation (2002-2009) als Dimitri Sadesky & Rod Darling
- The Conduit (2009) als Michael Ford
- Dollhouse (2009) als Tanaka
- Battlestar Galactica (2007-2009) als Romo Lampkin
- The Middleman (2008) als Manservant Neville
- Bionic Woman (2007) als Anthony Anthros
- Slow Motion Addict (2007) als moordenaar
- Medium (2005-2006) als Charles Walker & Jack Walker
- Broken (2006) als Malcolm
- 24 (2006) als Ivan Erwich
- Unstoppable (2004) als Leitch
- Evil Eyes (2004) als Peter
- Deep Shock (2003) als Chomsky
- Firefly (2002) als Badger
- Megalodon (2002) als Mitchell Parks
- V.I.P. (2001-2002) als Nero
- New Alcatraz (2001) als Yuri Breshcov
- Lost Voyage (2001) als Ian Fields
- Lady in the Box (2001) als Doug Sweeney
- JAG (2000) als Evan Parker
- Farewell, My Love (2000) als M.J.
- Out of the Cold (1999) als Fang
- Soldier of Fortune, Inc. (1997-1998) als Christopher "C.J." Yates
- Nether World (1997) als California
- Soldier of Fortune (1997) als Christopher "C.J." Yates
- Lover's Knot (1995) als Nigel Bowles
- In the Name of the Father (1993) als Patrick "Paddy" Armstrong
- Silk Stalkings (1992-1993) als Eddie Bryce & Eric

- Bibliothèque nationale de France: cb14541505r (data)
- International Standard Name Identifier: 0000 0001 1444 8365
- Library of Congress Control Number: no2008030329
- MusicBrainz: ea493274-61c1-4157-b2b3-212519084a72
- Système universitaire de documentation: 176380876
- Virtual International Authority File: 56413436
- WorldCat: E39PBJymGhvHwb88yBq9q4cQMP